# Attentatet mot Mar Elias kyrka 2025
Attentatet mot Mar Elias kyrka var en islamistisk terroristattack som ägde rum den 22 juni 2025, när en beväpnad man sköt och detonerade en bombväst inne i den grekisk-ortodoxa kyrkan Mar Elias kyrka i stadsdelen Dweilaa i Syriens huvudstad Damaskus. Minst 25 personer dödades (inklusive terroristen) och 52 skadades.
Enligt Syriens inrikesministerium var det terrorsekten Islamiska staten som var ansvariga för attacken, medan Saraya Ansar al-Sunnah tog på sig ansvaret.

## Bakgrund
Attacken mot kyrkan var den första självmordsbombningen i staden sedan Assadregimen föll i december 2024, då när den nya islamistiska regeringen under ledning av Ahmed al-Sharaa hade tagit makten. Samtidigt har kristna i Syrien uttryckt stor oro över att att säkerheten försämrats.
Islamiska staten har tidigare riktat attacker mot religiösa minoriteter i Syrien, som exempelvis attackerna mot Sayyidah Zaynab 2016. President al-Sharaa har också uppgett att minoriteter ska få skydd, men har blivit ifrågasatt med tanke på att han tidigare har varit medlem i Al-Qaida.
Trots att Islamiska statens nästan besegrades i Syrien 2019 har organisationen fortfarande utnyttjat säkerhetsbrister och utfört flera attacker.

## Attacken
Attacken ägde rum på dagen då den östortodoxa högtiden Alla helgonen i Antiokias synaxis firas.
Händelseförloppet började med att en beväpnad man gick in i kyrkan där 350 personer deltog i en liturgi och började skjuta. När han försökte ta sig ut från kyrkan gjorde kyrkobesökare motstånd, varpå han detonerade en bombväst vid ingången till kyrkan.
Explosionen orsakade stor förstörelse på kyrkans interiör. Fönsterrutor krossades, kyrkbänkar, ikonostasen och andra delar förstördes. Enligt biskop Moussa Al-Khoury av Darayya kastade angriparen även en handgranat. En präst uppgav att en andra beväpnad person fanns i kyrkan, medan ett annat ögonvittne såg två misstänkta personer fly platsen strax innan dådet inleddes.

## Gärningsmän
Syriens inrikesministerium uppgav att Islamiska staten låg bakom attacken. Ministeriet hävdade också att gärningsmännen kom från flyktinglägret al-Hawl.
I början tog ingen grupp ansvar för attentatet. Först flera dagar senare publicerade Saraya Ansar al-Sunnah ett meddelande på sin Telegram-kanal där de påstod sig ha utfört attacken. De identifierade angriparen som Muhammad Zain al-Abidin Abu Uthman. Samtidigt rapporterade Syriska observatoriet för mänskliga rättigheter att en av de skadade attentatsmännen hade förts till sjukhus. Det visade sig senare att han hade kopplingar till Syriens försvarsministerium och kom från provinsen Dayr az-Zawr.

## Efter attacken
Statliga nyhetskanaler rapporterade att minst 25 personer hade dödats 63 skadats, varav många allvarligt. Rapporter uppgav att även barn fanns bland de drabbade. Enligt det romersk-katolska förlaget Vår söndagsbesökare hade dödstalet ökat till 30 och 54 hade skadats.
Dagen efter attacken meddelade Syriens inrikesministerium att flera misstänkta hade gripits i närheten av Damaskus. I samband med insatsen beslagtogs även sprängmedel och en fälla förberedd på en motorcykel.
Den 24 juni ägde begravningar rum för nio av offren i Heliga korsets kyrka i Damaskus. Begravingarna leddes av den Antiokenska Grekisk-ortodoxa kyrkans patriark, Johannes X.